# The Man Without a Heart
Pour plus de détails, voir Fiche technique et Distribution.
The Man Without a Heart est un film muet américain réalisé par Burton L. King, sorti en 1924.

## Fiche technique
- Titre : The Man Without a Heart
- Réalisation : Burton L. King
- Scénario : Harry Chandlee, d'après un roman de Ruby M. Ayres
- Photographie : Edward Paul
- Producteur :
- Société de production : Banner Productions
- Société de distribution : Henry Ginsberg Distributing Company
- Pays de production :  États-Unis
- Langue : Anglais
- Métrage : 1 828,80 m
- Format : Noir et blanc — 35 mm — 1,33:1 — Muet
- Genre : Film dramatique
- Durée : 60 minutes (1 h 0)
- Date de sortie : 
  - États-Unis : septembre 1924

## Distribution
- Kenneth Harlan : Rufus Asher
- Jane Novak : Barbara Wier
- David Powell : Edmund Hyde
- Faire Binney : Linda Hyde
- Bradley Barker (en) : Hugh Langley
- Tommy Tremaine : Margo Hume
- Mary McCall : Fanny Van Dyke
- Muriel Ruddell : Jane Wilkins
- Tom Blake : Pat O'Toole